# کراسنسکو
کراسنسکو (به چکی: Krásensko) یک منطقهٔ مسکونی در جمهوری چک است که در ناحیه ویشکوو واقع شده‌است. کراسنسکو ۷٫۲۵ کیلومتر مربع مساحت و ۴۱۷ نفر جمعیت دارد و ۵۵۲ متر بالاتر از سطح دریا واقع شده‌است.